# Leonardo Acevedo
Leonardo Acevedo Ruiz, apodado " El tigre de Medellín(Medellín, Colombia, 18 de abril de 1996) es un futbolista colombiano. Juega como delantero en el Seongnam F. C. de la K League 2 de Corea del Sur.

## Trayectoria

### Atlético Nacional
Sería llamado al primer equipo de Atlético Nacional en 2013 sin tener la oportunidad de debutar, estando en el banco de suplente lograría tres títulos con el cuadro verdolaga.

### Porto B
Leo llegó a prueba al Porto B. En 5 partidos anotó 12 goles lo que le valió para ser adquirido por un año con opción a compra. Leonardo jugó en la Liga Juvenil de la UEFA 2014-15 con el Porto Sub-19, en el que anotó 5 goles en 5 partidos. Leonardo también jugó la temporada 2014-15 Campeonato Nacional de Junior y anotó un total de 29 goles en 36 partidos para el club, lo que llamaría la atención de clubes como Juventus de Turín, Borussia Dortmund y F. C. Schalke 04.
En la temporada 2015-16 marcaría 14 goles en 31 partidos siendo el goleador equipo en la temporada y logrando el título de la Segunda División de Portugal. Aquí compartió la delantera con André Silva.

### Sporting de Lisboa B
El 20 de julio de 2016 es presentado como nuevo jugador del Sporting de Lisboa B sin conocer el tipo de traspaso. Debutaría el 24 de agosto en el empate a un gol frente a Famalicão jugando 85 minutos. El 28 de septiembre marcaría su primer doblete en la goleada de su equipo 5 a 1 sobre el Cova da Piedade. Volvería a marcar doblete el 23 de octubre dándole la victoria a su club 2 a 1 sobre el Leixões. El 11 de marzo de nuevo marca dos goles en la victoria 3 a 1 de su club sobre el Académico de Viseu.

### Cesiones
El 24 de julio fue confirmada su cesión por un año al Boavista F. C. de la Primeira Liga. Debutó el 7 de agosto en la derrota 2-1 como visitantes contra el Portimonense S. C. Su primer gol lo marcó el 1 de abril en el empate a un gol frente al C. D. Tondela.
El 22 de agosto de 2018 se hizo oficial su cesión hasta final de temporada al F. C. Zorya Lugansk ucraniano.
El 2 de septiembre de 2019 el Sporting lo cedió una temporada al Varzim S. C. de la Segunda División de Portugal. El curso 2019-20 hizo 14 goles en 23 encuentros.
El 10 de septiembre de 2020 firmó por la U. D. Logroñés de la Segunda División de España, cedido una temporada.

## Estadísticas
| Club                            | Div.          | Temporada     | Liga  | Liga  | Copas nacionales | Copas nacionales | Copas internacionales | Copas internacionales | Total | Total | Media goleadora |
| Club                            | Div.          | Temporada     | Part. | Goles | Part.            | Goles            | Part.                 | Goles                 | Part. | Goles | Media goleadora |
| ------------------------------- | ------------- | ------------- | ----- | ----- | ---------------- | ---------------- | --------------------- | --------------------- | ----- | ----- | --------------- |
| Atlético Nacional · Colombia    | 1.ª           | 2014          | 0     | 0     | 0                | 0                | ―                     | ―                     | 0     | 0     | 0               |
| Atlético Nacional · Colombia    | Total club    | Total club    | 0     | 0     | 0                | 0                | 0                     | 0                     | 0     | 0     | 0               |
| F. C. Porto "B" Portugal        | 2.ª           | 2014-15       | 1     | 0     | ―                | ―                | ―                     | ―                     | 1     | 0     | 0               |
| F. C. Porto "B" Portugal        | 2.ª           | 2015-16       | 25    | 9     | ―                | ―                | ―                     | ―                     | 25    | 9     | 0,36            |
| F. C. Porto "B" Portugal        | Total club    | Total club    | 26    | 9     | 0                | 0                | 0                     | 0                     | 26    | 9     | 0,35            |
| Sporting de Lisboa "B" Portugal | 2.ª           | 2016-17       | 35    | 12    | 0                | 0                | ―                     | ―                     | 35    | 12    | 0,34            |
| Sporting de Lisboa "B" Portugal | Total club    | Total club    | 35    | 12    | 0                | 0                | 0                     | 0                     | 35    | 12    | 0,34            |
| Boavista F. C. Portugal         | 1.ª           | 2017-18       | 19    | 1     | 1                | 0                | ―                     | ―                     | 20    | 1     | 0               |
| Boavista F. C. Portugal         | Total club    | Total club    | 19    | 1     | 1                | 0                | 0                     | 0                     | 20    | 1     | 0               |
| F. C. Zorya Lugansk · Ucrania   | 1.ª           | 2018-19       | 10    | 0     | 1                | 0                | 0                     | 0                     | 11    | 0     | 0               |
| F. C. Zorya Lugansk · Ucrania   | Total club    | Total club    | 10    | 0     | 1                | 0                | 0                     | 0                     | 11    | 0     | 0               |
| Varzim S. C. Portugal           | 2.ª           | 2019-20       | 18    | 11    | 4                | 3                | ―                     | ―                     | 21    | 14    | 0,65            |
| Varzim S. C. Portugal           | Total club    | Total club    | 18    | 11    | 4                | 3                | 0                     | 0                     | 21    | 14    | 0,65            |
| U. D. Logroñés · España         | 2.ª           | 2020-21       | 30    | 5     | 1                | 0                | ―                     | ―                     | 31    | 5     | 0,16            |
| U. D. Logroñés · España         | Total club    | Total club    | 30    | 5     | 1                | 0                | 0                     | 0                     | 31    | 5     | 0,16            |
| G. D. Estoril Praia Portugal    | 1.ª           | 2021-22       | 21    | 3     | 4                | 4                | ―                     | ―                     | 25    | 7     | 0,28            |
| G. D. Estoril Praia Portugal    | Total club    | Total club    | 21    | 3     | 4                | 4                | 0                     | 0                     | 25    | 7     | 0,28            |
| Rio Ave F. C. Portugal          | 1.ª           | 2022-23       | 25    | 4     | 4                | 1                | ―                     | ―                     | 29    | 5     | 0,17            |
| Rio Ave F. C. Portugal          | 1.ª           | 2023-24       | 14    | 2     | 3                | 0                | ―                     | ―                     | 17    | 2     | 0,12            |
| Rio Ave F. C. Portugal          | Total club    | Total club    | 39    | 6     | 7                | 1                | 0                     | 0                     | 46    | 7     | 0,15            |
| Seongnam F. C. Corea del Sur    | 2.ª           | 2024          | 9     | 6     | 0                | 0                | ―                     | ―                     | 9     | 6     | 0,67            |
| Seongnam F. C. Corea del Sur    | Total club    | Total club    | 9     | 6     | 0                | 0                | 0                     | 0                     | 9     | 6     | 0,67            |
| Total carrera                   | Total carrera | Total carrera | 202   | 52    | 18               | 8                | 0                     | 0                     | 220   | 60    | 0,27            |

## Palmarés

### Títulos nacionales
| Título                       | Club              | País     | Año     |
| ---------------------------- | ----------------- | -------- | ------- |
| Torneo Apertura              | Atlético Nacional | Colombia | 2013    |
| Copa Colombia                | Atlético Nacional | Colombia | 2013    |
| Torneo Finalización          | Atlético Nacional | Colombia | 2013    |
| Segunda División de Portugal | F. C. Porto "B"   | Portugal | 2015-16 |